# Stropp (Film)
Stropp ist ein kurzes deutsches Stummfilmlustspiel aus dem Jahre 1917 aus der Produktion Heinrich Bolten-Baeckers mit Melita Petri, Leo Peukert und Herbert Paulmüller in den Hauptrollen.

## Handlung
Stropp ist der vierbeinige Titelheld, ein Hund. Sein Frauchen muss ihn verkaufen, da sie sonst das Geld für eine lang ersehnte Reise nicht zusammenbekommt. Schweren Herzens überlässt sie die Fellnase einem sympathischen jungen Mann. Doch bald muss die junge Frau feststellen, dass sie ohne Stropp nicht leben kann und erbittet vom neuen Besitzer das treue Tier zurück. Der ist mit minimaler Begeisterung auch dazu bereit, muss aber nun ebenfalls konstatieren, dass auch er mittlerweile sein Herz an den Hund verloren hat. Da man Stropp aber nicht in zwei Hälften teilen kann, macht der Neubesitzer der Altbesitzerin den kuriosen Vorschlag, doch um den Hund herum eine Familie zu gründen. Ein Hund, zwei Besitzer. Dass dabei die Liebe der beiden jungen Menschen zueinander nicht zu kurz kommt, versteht sich von selbst.

## Produktionsnotizen
Der im Winter 1916/17 entstandene Dreiakter gehört zu einer Reihe von zumeist kurzen Lustspielen, die der Produzent Heinrich Bolten-Baeckers während des Ersten Weltkriegs mit seinen drei Hausstars Melita Petri, Leo Peukert und Herbert Paulmüller herstellte. Stropp passierte die Zensur im Februar 1917 und wurde im darauffolgenden Monat in Berlins Uraufführungstheater Kurfürstendamm gezeigt. 
Melita Petri wurde in der Filmwerbung häufig auch als Melitta Petri angekündigt. Sie hatte seit ihrer Übersiedlung von Stuttgart, wo sie zuvor am Residenztheater gespielt hatte, nach Berlin zu Beginn des Ersten Weltkriegs bis 1919 intensiv gefilmt.

## Kritiken
Die Neue Kino-Rundschau schrieb: „In hübschen Szenen spielen sich diese Vorgänge ab, die in dem heiteren Spiel Melitta Petris den frisch-fröhlichen Zug des Lustspieltones erhalten. Eine ausgezeichnete Regieführung tut noch ein übriges, die erfolgreiche Wirkung zu steigern“.